# Hibana fusca
Hibana fusca är en spindelart som först beskrevs av Pelegrín Franganillo Balboa 1926.  
Hibana fusca ingår i släktet Hibana och familjen spökspindlar. Artens utbredningsområde är Kuba. Inga underarter finns listade i Catalogue of Life.